# 1638 a tudományban
Az 1638. év a tudományban és a technikában.

## Fizika

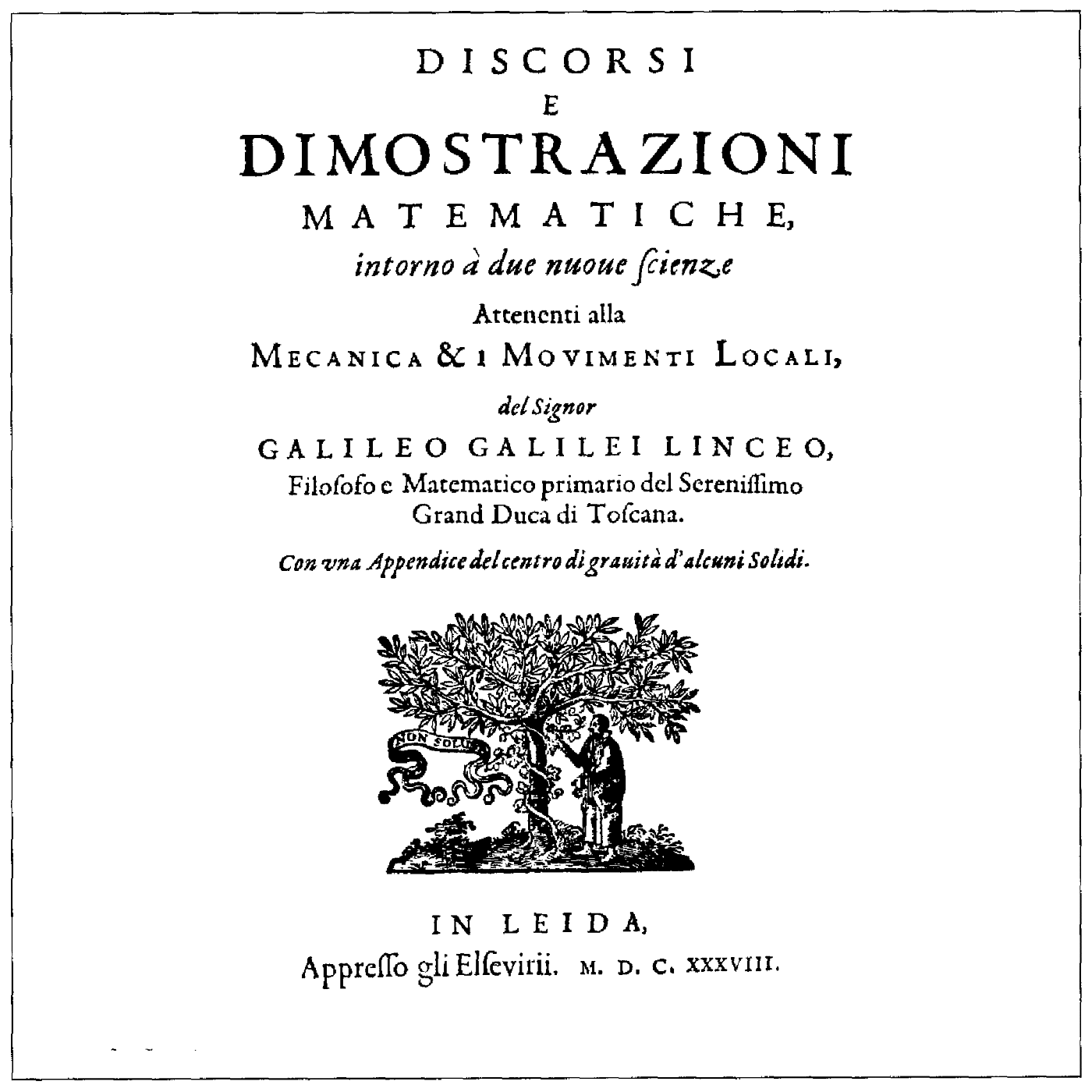
A Discorsi… 1638-as kiadása

- Megjelenik Galileo Galilei könyve: Discorsi e dimonstrazioni matematiche intorno a due nuove scienze (Matematikai érvelések és bizonyítások két új tudományág, a mechanika és a mozgások köréből) [röviden: Discorsi...]. „Ebben a művében összegezte életművét a mechanika, a tehetetlenség és az ingák (vagyis a mozgó testek tudományának) területén, valamint kifejtette a természettudományos módszer lényegét. Matematikai módszerekkel vizsgált olyan problémákat, amelyek elemzése korábban kizárólag a filozófusok előjoga volt...”[1]

## Technika
- Galileo Galilei végrehajtja az első kísérletet, mely a fénysebesség meghatározására irányul.

## Születések
- január 10. – Nicolaus Steno dán természettudós, a modern geológia úttörője († 1686).

## Halálozások
- október 21. – Willem Blaeu németalföldi térképész, atlaszkészítő és -kiadó (* 1571)